# Мартин Хофман
Мартин Хофман (22. март 1955) бивши је источнонемачки фудбалер и тренер.

## Биографија
Хофман је играо целу професионалну фудбалску каријеру за екипу Магдебурга (1972—1985). Са Магдебургом је освојио две титуле у првенству 1974 и 1975, а три титуле победника националног купа 1978, 1979 и 1983. Био је члан екипе Магдебурга који је 1974. освојио трофеј Купа победника купова, пошто је победио 8. маја 1974. италијански Милан резултатом 2:0.
За репрезентацију Источне Немачке је одиграо преко 60 утакмица и постигао 15 голова. Као члан олимпијског тима Источне Немачке, освојио је златну медаљу медаљу на играма Монтреалу 1976. године. Учествовао је на ФИФА Светском првенству 1974. године у Западној Немачкој, постигао је гол против репрезентације Чилеа.

## Успеси

### Клуб
Магдебург
- Прва лига Источне Немачке: 1974, 1975.
- Куп Источне Немачке: 1978, 1979, 1983.
- Куп победника купова: 1973/74.

### Репрезентација
Источна Немачка
- Олимпијске игре: златна медаља Монтреал 1976.